# Marduk
Marduk är en skapelsegud i babylonisk mytologi och staden Babylons stadsgud. Son till vatten- och vishetsguden Ea. 
Ursprungligen var Marduk en sol- och fruktbarhetsgud som associerades med jordbruket. Med de babylonska krigsframgångarna steg han till högre gudomlig status och med tiden sög han upp egenskaper från andra gudar. I det berömda litterära eposet Enuma-Elish som högtidligen reciterades i samband med den stora nyårsfesten i Babylon, berättas det till exempel att Marduk i en svunnen forntid klöv den stora kaosdraken Tiamat mitt itu och att han av delarna skapade jord och himmel. (Jämför Kronos och Ymer.)